# 하동 쌍계사 육조정상탑전
하동 쌍계사 육조정상탑전(河東 雙磎寺 六祖頂相塔殿)은 경상남도 하동군 화개면 운수리, 쌍계사에 있는 전각이다. 
1974년 12월 28일 경상남도의 유형문화재 제125호 쌍계사 육조정상탑전으로 지정되었다가, 2018년 12월 20일 현재의 명칭으로 변경되었다.

## 개요
쌍계사는 지리산 남쪽 기슭에 있는 절로 통일신라 성덕왕 23년(723)에 삼법이 지었다. 지었을 당시의 이름은 옥천사였으나 통일신라 정강왕(재위 886∼887) 때 이름을 바꾸었다. 임진왜란 때 불타 없어진 것을 벽암이 조선 인조 10년(1632)에 새로 지어 오늘에 이르고 있다. 
쌍계사의 육조정상탑전은 쌍계사 내에 있는 전각으로 중국 불교 선종의 6대조인 혜능대사의 정상, 즉 두개골을 모시고 있는 건물이다. 통일신라 경애왕(재위 924∼927) 때 진감선사가 건물을 세워 육조영당이라 하였으며, 후에 금당이라 불렀다고 한다. 건물 안에는 7층석탑이 있는데 이 탑은 1800년대에 목암사의 석탑을 용담스님이 옮겨 놓은 것으로 그 뒤부터 육조정상탑이 되었다.
앞면 3칸·옆면 2칸의 규모로 지붕 옆면이 여덟 팔(八)자 모양인 팔작지붕집이다. 기둥 위에서 지붕 처마를 받치는 공포는 기둥 위와 기둥 사이에도 있는 다포계양식의 건물이다. 천장은 중앙부 쪽으로 높아지는 단계형이며, 탑의 중앙부는 닫집으로 장식하여 장엄한 느낌을 준다.
건물의 앞쪽에는 조선시대 명필인 추사 김정희가 쓴 현판이 걸려있다.

## 참고 문헌
- 하동 쌍계사 육조정상탑전 - 국가유산청 국가유산포털